# Kakao M
Kakao M (Какао Эм, кор. 카카오엠; ранее Seoul Records, YBM Seoul Records и LOEN Entertainment) — южнокорейская звукозаписывающая компания и агентство по поиску талантов. Штаб-квартира находится в сеульском квартале Каннам.
По данным Корейской ассоциации производителей музыкального контента (한국음악콘텐츠산업협회) LOEN Entertainment стала самой прибыльной звукозаписывающей компанией в Южной Корее (45,8% от общего объёма) и второй по продажам альбомов (18.4%).
Лейбл был основан в 1978 году как дочерняя компания фирмы YBM Sisa, назывался тогда Seoul Records (서울음반) и в основном занимался производством обучающих кассет

## Музыкальные исполнители

### Лейбл Kakao M Tree
| Год дебюта | Имя                 | Число участников | Пол  | Название фан-клуба |
| ---------- | ------------------- | ---------------- | ---- | ------------------ |
| 2002       | Ra.D                | Соло             | Муж. | —                  |
| 2008       | IU                  | Соло             | Жен. | Uaena              |
| 2007       | Sunny Hill          | 4                | Жен. | HːLLЁR (Sunshines) |
| 2013       | History             | 5                | Муж. | Storia             |
| 2014       | Юн Хён Сан (윤현상) | Соло             | Муж. | —                  |

## Награды
| Год  | Номинант           | Награда                                   | Категория                                                             | Результат |
| ---- | ------------------ | ----------------------------------------- | --------------------------------------------------------------------- | --------- |
| 2011 | MelOn              | Digital Chosun Ilbo Awards                | Брэнд, пользующий наибольшим доверием — Онлайновый музыкальный сервис | Победа    |
| 2011 | MelOn              | App Awards Korea                          | Лучшее приложение в сфере развлечений                                 | Победа    |
| 2012 | MelOn              | Digital Chosun Ilbo Awards                | Брэнд, пользующий наибольшим доверием — Онлайновый музыкальный сервис | Победа    |
| 2012 | LOEN Entertainment | Korean Digital Business Innovation Awards | Гран-при — Цифровой контент                                           | Победа    |
| 2013 | LOEN Entertainment | Gaon Chart K-Pop Awards                   | Музыкальная дистрибуция — Онлайн                                      | Победа    |